# Mad Caddies
Mad Caddies, también conocidos como The Caddies, son una banda estadounidense de ska punk formada en Solvang, California, en 1995, y cuentan con siete álbumes larga duración.
El sonido del grupo tiene influencias de géneros muy variados que incluyen el ska (especialmente con la 3ª ola del ska), el punk rock, el hardcore punk, el reggae, el dixieland, la música latina, la polca e incluso el cowpunk ("Crew Cut Chuck") y la saloma ("Weird Barba").

## Historia
Los miembros fundadores, Chuck Robertson, Sascha Lazor, Todd Rosenberg y Carter Benson, comenzaron el grupo mientras asistían al Santa Ynez Valley Union High School. Robertson, Lazor y Rosenberg siguen siendo miembros actuales, junto con Graham Palmer en el bajo, Eduardo Hernandez en el trombón y Mark Bush en la trompeta.
En los inicios de la banda a mediados de la década de 1990, actuaron como Cracked Macaroni en el Santa Ynez Valley Union High School. Poco después, la banda tocó bajo el nombre de The Ivy League, pero en 1996 cambiaron su nombre después de firmar con el sello Honest Don's Records para evitar confusiones (y posibles litigios) con dos bandas anteriores que tenían el mismo apodo.
El álbum debut de la banda, Quality Soft Core, fue lanzado al año siguiente. Después del lanzamiento del álbum, la banda firmó con el sello del vocalista de NOFX, Fat Mike, llamado Fat Wreck Chords, a través del cual los Mad Caddies han lanzado 6 álbumes de estudio, 2 EP y un álbum en vivo.
Ellos han realizado numerosas giras a lo largo de su carrera, incluidas giras por Estados Unidos, Europa, Japón, Canadá, México, Sudáfrica, Australia, Nueva Zelanda y América del Sur. Su lanzamiento de larga duración más reciente, Punk Rocksteady, fue lanzado el 15 de junio de 2018 y fue producido por el propio Fat Mike. En 2020, los Caddies lanzaron un EP de 5 canciones titulado House on Fire junto a Fat Wreck Chords.

## Discografía

### Álbumes de estudio
- Quality Soft Core (1997)
- Duck and Cover (1998)
- Rock the Plank (2001)
- Just One More (2003)
- Keep It Going (2007)
- Dirty Rice (2014)
- Punk Rocksteady (2018)

### EPs
- The Holiday Has Been Cancelled (2000)
- House on Fire (2020)

### Álbumes en vivo
- Songs in the Key of Eh! (Live from Toronto) (2004)
- Live @ Munich Backstage Germany 2007

### Compilaciones
- Consentual Selections (2010)

## Miembros
| Miembros actuales - Chuck Robertson – voces, guitarra rítmica (1995–presente) - Sascha Lazor – guitarra principal, banjo (1995–presente) - Eduardo Hernandez – trombón (1996–presente) - Graham Palmer – bajo, voces (2009–presente) - Todd Rosenberg – batería (1995–1999; 2010-presente) - Mark Bush – trompeta, coros (2018–presente) | Miembros anteriores - Keith Douglas – trompeta, voces (1988–1990) - Carter Benson – guitarra principal, voces (1995–2002) - Dustin Lanker – teclado (2007–2015) - Mark Iverson – bajo (1995-2006) - Chris Badham – bajo (2006–2008) - apoyo en tour - Brian Flenniken – batería (2001–2008) - Boz Rivera – batería (2000–2001, 2008-2009) - Derrick Plourde – batería (2001) - Bobby "Moonbird" Vesnaver – trompeta (2014–2015) - apoyo en tour - Jason "Wild Card" Lichau – trompeta (2015–2017) - apoyo en tour |

## Proyectos paralelos
- En 2008, Chuck Robertson comenzó un proyecto paralelo, Ellwood, que incluía a Robertson en la voz y la guitarra, Graham Palmer en el bajo, Todd Rosenberg en la batería y Dustin Lanker en los teclados. La banda estuvo activa desde 2008 hasta 2012.[6]

- El extrompetista Keith Douglas ha sido miembro de Mariachi El Bronx desde 2012, así como de King City con miembros de Lagwagon y RKL.[7]

- Un proyecto con el exmiembro Carter Benson (bajo el alias "Sharky Towers") llamado Jaws fue lanzado en 2006. Otros miembros incluían a Derrick Plourde y "Little" Joe Raposo. El lanzamiento se llamó Death & Taxes Volume One y sonaba significativamente diferente a Mad Caddies.[8]

- El bajista Graham Palmer ha encabezado su proyecto en solitario titulado Kinothek desde 2008. Desde 2020, Palmer también ha grabado como Redacted Choir junto a Jordan Dalrymple.[9]

- En 1999, Chuck Robertson, Sascha y Carter comenzaron junto con Derrick Plourde un proyecto paralelo llamado Sweet Action. Hoy, sus trabajos son difíciles de encontrar. La banda los publicó a finales de los 90 en MP3.com y hoy algunos usuarios los han publicado en YouTube. Canciones como «Did I tell you that I like Bad Religion?» tienen una fuerte influencia skate punk. El proyecto era un proyecto puro de pop punk y skate punk, sin instrumentos de bronce ni elementos del ska. Una de sus canciones llegó a la serie de compilaciones HAPPY MEALS en My Records, propiedad de Joey Cape de Lagwagon.[10]

- En 2021, se anunció que Chuck Robertson lanzaría un nuevo álbum en solitario bajo su propio nombre.